# Natural Selection 2
Natural Selection 2 (NS2) is een multiplayer computerspel die first-person shooter en real-time strategy combineert. Het speelt zich af in een sciencefiction universum waar mensen tegen aliens vechten. Het spel kwam uit op 31 oktober 2012 voor Windows op het platform Steam.

## Gameplay
Natural Selection 2 heeft twee teams met spelers, de Kharaa (Aliens) en de Marines die elkaars basis moeten vernietigen.
De teams verschillen echter in gameplay, de Marines schieten met geweren en gebruiken technologie om de Aliens te verslaan, terwijl de Aliens vooral moeten bijten en slaan en het moeten hebben van snelle en brute kracht.
Het unieke aan Natural Selection is het strategie gedeelte, beide teams hebben een Commander, die het level van bovenaf bekijkt en commando's geeft aan de spelers beneden. De Commander kan gebouwen plaatsen, upgrades onderzoeken en heeft ook een aantal vaardigheden om het team te helpen zoals het neerleggen van medpacks en kogels voor de Marines, terwijl de Alien Commander stukken kan afblokken en eitjes neer kan leggen voor spelers.
Een level is opgebouwd uit meerder plekken waar basissen kunnen worden gebouwd (meestal 5), en een aantal plekken voor Resource Towers (meestal 10) waar de teams gebouwen kunnen plaatsen om geld te verzamelen.

### Marines
De Marines maken veel gebruik van wapens en technologie om de Aliens te verslaan. Het spel begint met alle Marines in een beginbasis waar ze gebouwen kunnen opbouwen. De Marines moeten vervolgens de map over om overal stroomkastjes op te bouwen zodat ook mineralen verzameld kunnen worden via de Extractors.
Elk gebouw van de Marines heeft stroom nodig, en in elke kamer is een stroomkast te vinden die opgebouwd (en vernietigd) kan worden. Elke gebouw van de Marines moet door de Commander worden neergezet, maar een Marine is nodig om het gebouw op te bouwen.
Wanneer de Commander een Armory heeft gebouwd en hier iets in heeft onderzocht, kunnen spelers hier nieuwe wapens kopen zoals de shotgun, grenade launcher en de vlammenwerper. Wanneer gebouwen beschadigt zijn kunnen spelers een Welder kopen en gebouwen repareren.
De Marines rennen minder snel dan Aliens en om zich sneller te verplaatsen over de map kan de Commander de Phase Gates onderzoeken en bouwen. Dit zijn portalen waar de speler tussen kan teleporteren. Wanneer de Marines meerdere Extractors hebben begint het geld sneller binnen te komen en kunnen meer uitgebreidere technieken worden onderzocht.
Jet packs en Exoskeletons, grote robots met gigantische geweren, komen dan tot de beschikking die vaak tot het einde van een spel leiden.

### Aliens
De Aliens beginnen net als de Marines met zijn allen in een basis en moeten zich verspreiden over het level en ervoor zorgen dat de Marines niet te veel Extractors krijgen, terwijl ze zelf natuurlijk genoeg Harvesters moeten krijgen. De Aliens hebben verschillende soorten levensvormen, ze beginnen uit een ei als een Skulk, maar kunnen tegen punten zichzelf omtransformeren naar andere levensvormen.
Een Skulk is een standaard Alien die kan rondrennen en kan bijten, hij kan zich ook bewegen op elke muur en plafond. Een Gorge is een support unit die wat defensieve gebouwen kan maken en stukken kan afblokken met muurtjes, hij kan ook andere Aliens healen. De Commander heeft geen Aliens nodig om gebouwen te maken, maar Gorges kunnen wel gebouwen sneller op laten bouwen.
De Lerk is een Alien die snel rond kan vliegen en giftig gas kan verspreiden. Marines gaan langzaam dood als ze hier in blijven staan en dit kan voor chaos zorgen. De Fade is een snelle sterke levensvorm die zich snel rond kan bewegen door middel van de Blink techniek. Als laatste en duurste levensvorm hebben de Aliens de Onos, een grote sterke Alien die heel veel health heeft.
Alien gebouwen kunnen alleen gebouwd worden op Alien Creep gebied, deze moet de Commander dus verspreiden om in nieuwe gebieden te bouwen. De Aliens hebben ook onderzoeken, zo kan de Commander nieuwe vaardigheden onderzoeken zodat Skulks bijvoorbeeld heel ver kunnen springen, en zijn er verschillende "traits" te onderzoeken.
Deze traits verschillen per soort hoofdgebouw die de Alien Commander bouwt, zo heb je de Shift Hive, Crag Hive en Shade Hive. Bij de Shift Hive krijgt de Commander toegang tot traits als Celerity, die de Aliens veel sneller laat lopen. Terwijl bij de Crag Hive meer defensieve traits en bij de Shade Hive onzichtbaarheid traits beschikbaar zijn.
Voor de Aliens is het dus noodzakelijk om meerdere hoofdgebouwen te krijgen zodat ze meerdere soorten technieken kunnen gebruiken.

## Ontwikkeling
Natural Selection 1 was een mod voor het spel Half-Life en kwam op 2002 uit via Steam en was volgens GameSpy-statistieken een van de 10 meest gespeelde Half-Life mods. Natural Selection 2 werd in oktober 2006 aangekondigd en werd ontwikkeld door de makers van Natural Selection, die nu een bedrijf genaamd Unknown Worlds hadden gestart.. In december 2006 werd Dynamic Infestation aangekondigd, een systeem waarbij grond van de aliens verspreid kon worden en alleen op deze grond kunnen alien gebouwen worden gemaakt.
Ook werden er meerdere audio podcasts gedaan door de developers waarin ze de huidige stand van zaken bespraken. In juli 2008 kondigde Unknown Worlds aan dat ze niet meer met de Source Engine van Valve zouden werken, maar met een eigen gebouwde engine genaamd Spark.
In oktober 2009 bevestigden de ontwikkelaars dat er versies voor Mac OS X en Linux zouden komen, maar in februari in 2010 werd deze uitspraak teruggetrokken en zouden deze platform later misschien nog komen. De game heeft op dit moment $200.000 aan pre-orders binnengehaald.
9 april 2010 kwam een standalone versie van de Spark engine uit, waarin map makers levels konden bouwen voor het spel, ook werd Steam als distributiekanaal gekozen voor updates en verkoop platform.
Op 13 juli 2010 kondigde Unknown Worlds Entertainment aan dat een gesloten alpha versie op 26 juli beschikbaar zou komen voor mensen die de special edition gepre-ordered hadden. Op 18 november werd de alpha officieel veranderd in een beta versie en konden ook andere pre-orders aan de slag met de game.
Pas twee jaar later op 31 oktober 2012 werd de game officieel uitgebracht en had de game na een week al 144.000 exemplaren verkocht.

## Distributie
Natural Selection 2 is net als Natural Selection via Steam gedistribueerd. In de eerste week verkocht de game 144.000 exemplaren. De reviews op Metacritic zijn erg positief en kwamen uit op een Metascore van 80. De game wordt regelmatig voorzien van updates en bugfixes via het Steam platform, ook is voor elke update een beta versie van de nieuwe patch beschikbaar die door spelers getest kan worden.